# جويل سوزا
جويل سوزا (مواليد 14 يونيو 1973) هو مخرج أفلام أمريكي.متزوج ولديه طفلين.